# Катастрофа MD-82 под Мачикесом
Катастрофа MD-82 под Мачикесом — крупная авиационная катастрофа, произошедшая ночью во вторник 16 августа 2005 года на северо-западе Венесуэлы в окрестностях Мачикеса (Сулия). Авиалайнер McDonnell Douglas MD-82 авиакомпании West Caribbean Airways выполнял чартерный рейс WCW708 по маршруту Панама—Фор-де-Франс, но через 1 час и 2 минуты после взлёта экипаж сообщил об отказе обоих двигателей, а вскоре самолёт рухнул на землю и полностью разрушился. Погибли все находившиеся на его борту 160 человек — 152 пассажира и 8 членов экипажа.
Катастрофа рейса 708 стала крупнейшей (по числу погибших) авиакатастрофой в истории Венесуэлы.

## Самолёт
McDonnell Douglas MD-82 (регистрационный номер HK-4374X, заводской 49484, серийный 1315) был выпущен в 1986 году (первый полёт совершил 11 сентября). 4 ноября того же года был передан американской авиакомпании Continental Airlines (борт N72824). 8 января 2005 года был куплен колумбийской авиакомпанией West Caribbean Airways, в которой получил бортовой номер HK-4374X. Оснащён двумя двухконтурными турбореактивными двигателями Pratt & Whitney JT8D-217A. На день катастрофы 18-летний авиалайнер совершил 24 312 циклов «взлёт-посадка» и налетал 49 494 часа.

## Экипаж
Самолётом управлял опытный экипаж, состав которого был таким:
- Командир воздушного судна (КВС) — 40-летний Омар Оспина (исп. Omar Ospina). Опытный пилот, проработал в авиакомпании West Caribbean Airways 14 лет и 5 месяцев (с 1 марта 1991 года). В должности командира McDonnell Douglas MD-82 — с 17 ноября 2004 года (до этого управлял им в качестве второго пилота). Налетал 5942 часа, 1128 из них на MD-82 (422 из них в качестве КВС).
- Второй пилот — 21-летний Давид Муньос (исп. David Muñoz). Опытный пилот, проработал в авиакомпании West Caribbean Airways 2 года и 5 месяцев (с марта 2003 года). В должности второго пилота McDonnell Douglas MD-82 — с 25 марта 2004 года. Налетал 1341 час, 862 из них на MD-82.

В салоне самолёта работали четверо бортпроводников:
- Уилсон Джованни Фаллачи (исп. Wilson Giovanni Fallaci), 28 лет — старший бортпроводник. В West Caribbean Airways с 27 декабря 2002 года.
- Густаво Гарсия (исп. Gustavo García), 25 лет. В West Caribbean Airways с 1 июля 2004 года.
- Анхела Пенья (исп. Angela Peña), 20 лет. В West Caribbean Airways с 8 января 2004 года.
- Алехандра Эстрада (исп. Alejandra Estrada), 26 лет. В West Caribbean Airways с 28 июня 2004 года.

Также в составе экипажа были 44-летний авиамеханик Эдгар Херес (исп. Edgar Jérez) и 27-летний служащий авиакомпании West Caribbean Airways Хон Хайро Буэндия (исп. John Jairo Buendía).

## Хронология событий

### Предшествующие обстоятельства
Колумбийская авиакомпания West Caribbean Airways базировалась в Медельине. Авиалайнер был зафрахтован туристической фирмой на Мартинике для выполнения чартерного рейса по перевозке туристов из Панамы домой на Мартинику. 15 августа McDonnell Douglas MD-82 борт HK-4374X выполнял рейс WCW701, вылетел из аэропорта Медельина и в 05:19 приземлился в панамском аэропорту Токумен. В Панаме авиалайнер начали готовить к чартерному рейсу WCW708, этим по договору с West Caribbean Airways занималась компания «Balboa Logistics & Airport Services Inc». Экипаж авиалайнера состоял из 2 пилотов, 4 бортпроводников, авиамеханика и служащего авиакомпании. Вылет по плану должен был состояться 16 августа в 03:50. На борту находились 152 пассажира, вес самолёта (согласно ведомости) составлял 67 595 килограммов. Вылет был задержан примерно на 2 часа 10 минут, поэтому от стоянки № 28 лайнер отъехал только в 05:54.
В 05:58:13 рейс 708 взлетел с ВПП № 21L и начал набор высоты до эшелона FL310 (9450 метров). В 06:04:30 был активирован автопилот, подключённый на следование к точке ESEDA. В 48 километрах от неё экипаж связался с авиадиспетчером в Панаме и получил указания перейти на связь с Барранкильей и продолжать набор высоты до эшелона FL310. В 06:17:02 пилоты связались с авиадиспетчером центра Барранкилья-контроль и тот также дал указание продолжать подъём до FL310 и доложить проход точки SIDOS. Эта точка пройдена в 06:25:53, а в 06:26:00 был достигнут плановый эшелон FL310. В крейсерской стадии полёта авиалайнер летел со скоростью 940 км/ч с включённой противообледенительной системой крыла и двигателей.

### Катастрофа
На пути следования самолёта проходил грозовой фронт, поэтому экипаж решил подняться выше, чтобы избежать грозовых очагов. В 06:33:32 и в 06:34:18 второй пилот запросил у авиадиспетчера разрешение занять более высокий эшелон. В 06:39:13 экипаж запрашивает эшелон FL330 (10 050 метров), а через 10 секунд авиалайнер при скорости 940 км/ч начал подъём. Так как при наборе высоты скорость снижалась, то в 06:40:43 на высоте 9585 метров и в 06:41:50 на 9845 метров экипаж задерживался примерно на 20 секунд, чтобы стабилизировать поступательную скорость. Затем в 06:41:56 автопилоту было задано сохранение вертикальной скорости подъёма, а через 10 секунд задан предел для максимального режима двигателей.
Чтобы повысить мощность двигателей, в 06:42:30 командир дал указание второму пилоту отключить противообледенительную систему; это действительно даёт ощутимый прирост мощности и скорость увеличивается до 865 км/ч. В 06:46:02 на скорости 892 км/ч авиалайнер достигает эшелона FL330, а к 06:47:28 скорость возрастает до 902 км/ч при угле тангажа 2,6°. Через полминуты скорость доходит до 927 км/ч. Перед этим КВС говорит: Я не могу ускориться; эту же фразу он говорил и при наборе высоты.
В 06:49 пилоты, вероятно, активировали противообледенительную систему двигателей, так как происходит некоторое падение мощности двигателей, ведь часть её эта система и отбирает. В результате скорость постепенно начинает снижаться, что автопилот компенсирует увеличением режима работы двигателей (EPR). В 06:51:09 экипаж перешёл на связь с диспетчерским центром в аэропорту Майкетия и получил указание следовать к точке ONGAL. Тем временем автопилот вынужден увеличить угол тангажа, чтобы сохранить высоту. В 06:51:57 второй пилот предложил вновь включить противообледенительную систему крыльев, на что командир поинтересовался, наблюдает ли он иней; ответ был отрицательный. Тем не менее, в 06:53:05 пилоты включили противообледенительную систему крыльев. Скорость самолёта к тому моменту упала уже до 853 км/ч, а пилоты заметили снижение мощности двигателей. В 06:56:59 скорость упала до 766 км/ч, а тангаж достиг 7,2°, поэтому второй пилот запросил у авиадиспетчера разрешение снизиться до эшелона FL310. Стабилизатор был переложен на пикирование, когда в 06:57:23 в кабине экипажа раздался звуковой сигнал о невозможности сохранять высоту полёта («ALTITUDE ALERT»).
Авиалайнер снижался с вертикальной скоростью около 2500 футов/мин, но в 06:57:44 на высоте 9662 метра режим работы двигателей внезапно резко упал с 2,0 до 1,8 по EPR и одновременно с этим завибрировал штурвал и раздался сигнал тревоги. Это свидетельствовало об опасности возникновения сваливания. Затем всего за 10 секунд (к 06:57:54) режим двигателей упал до 1,16. Второй пилот дважды сообщил КВС, что это, вероятно, сваливание, но командир не ответил. В 06:58:13 по указанию командира второй пилот сообщил диспетчеру о том, что они продолжают снижаться с эшелона FL290 (8840 метров). Вертикальная скорость к этому моменту достигла примерно 5000 ф/мин (около 1500 м/мин), поступательная скорость снизилась до 618 км/ч, угол тангажа составлял 5° и продолжал расти. В 06:58:15 режим двигателей снизился до 1,06, скорость упала ниже 618 км/ч, вертикальная скорость возросла до 5500 футов/мин. В 06:58:43 второй пилот, не объявляя чрезвычайную ситуацию, доложил авиадиспетчеру, что они на эшелоне FL240 (7300 метров). Диспетчер в Майкетии спросил, есть ли какие-нибудь проблемы, на что второй пилот сообщил об отказе обоих двигателей. Вертикальная скорость достигала уже 7000 ф/мин (2133 м/мин).
В 06:59:51 по указанию КВС второй пилот доложил авиадиспетчеру, что самолёт неуправляем. Высота к тому моменту составляла около 3650 метров, режим двигателей возрос до 1,80, угол тангажа достиг 10,08°, а вертикальная скорость снижения достигала 12 000 ф/мин (3658 м/мин). В 07:00:01 второй пилот ещё раз докладывает авиадиспетчеру, что самолёт неуправляем, а на его борту 152 пассажира; это было последнее радиосообщение с борта рейса WCW708. В 07:00:31 с положительным тангажом 12,5° и поступательной скоростью 470 км/ч рейс WCW708 пластом рухнул на поле одной из ферм в окрестностях городка Мачикес (штат Сулия) и взорвался. Все 8 членов экипажа и 152 пассажира на его борту погибли.
На 2024 год катастрофа рейса 708 является крупнейшей авиакатастрофой в истории Венесуэлы, а также второй крупнейшей в истории самолётов семейства MD-80 (после катастрофы на Корсике, где 180 погибших).

## Расследование
По просьбе властей Венесуэлы расследование причин катастрофы рейса WCW708 совместно с венесуэльской Комиссией по расследованию авиационных происшествий гражданской авиации (JIAAC) проводило французское Бюро по расследованию и анализу безопасности гражданской авиации (BEA), так как большинство погибших пассажиров являлись по национальности французами, жившими на Мартинике.
Результаты расследования показали, что самолёт был технически исправен, но полностью загружен. Включение противообледенительной системы также отбирает часть мощности двигателей. По предварительным расчётам, максимальный эшелон полёта в таких условиях составлял FL317 (9660 метров), то есть авиалайнер мог продолжать безопасный полёт на эшелоне FL310. Когда же экипаж поднялся до эшелона FL330 и включил противообледенительную систему, мощности двигателей стало недостаточно, и скорость лайнера начала падать.
Производитель самолёта (компания «McDonnell Douglas») ещё 6 августа 2002 года выпустила бюллетень, в котором указала, что при работе автопилота скорость может снижаться, если автопилот не в состоянии поддерживать необходимый режим работы двигателя. Однако неизвестно, информировала ли West Caribbean Airways свои экипажи об этой особенности самолёта. В результате экипаж не уследил, что скорость достигла минимально опасного значения, о чём и предупреждала система безопасности. Сложные погодные условия только усугубили возникшую ситуацию, а внезапно возникший порыв ветра в начале снижения привёл к возникновению сваливания. Второй пилот дважды предупредил командира о сваливании, но тот, вместо того чтобы опустить нос самолёта и увеличить поступательную скорость, от растерянности продолжал тянуть штурвал на себя, тем самым не исправив возникшую аварийную ситуацию.
Окончательный отчёт расследования JIAAC и BEA был опубликован в августе 2010 года.

## Культурные аспекты
Катастрофа рейса 708 показана в 11 сезоне канадского документального телесериала Расследования авиакатастроф в серии Роковая ошибка (не путать с одноимённой серией 15 сезона).

### Комментарии
1. ↑  Здесь и далее указано Всемирное координированное время — UTC